# Wilson Benge
Wilson Benge est un acteur britannique né le 1er mars 1875 à Londres, mort le 1er juillet 1955 à Hollywood.

## Filmographie partielle
- 1922 : Robin des Bois (Robin Hood) d'Allan Dwan
- 1923 : Les Dix Commandements (The Ten Commandments) de Cecil B. DeMille
- 1925 : L'Empreinte du passé (The Road to Yesterday) de Cecil B. DeMille
- 1927 : Les Deux Détectives (Do Detectives Think?) de Fred Guiol
- 1927 : Le Champion improvisé (Fast and Furious) de Melville W. Brown
- 1927 : Le Roi des rois (The King of Kings) de Cecil B. DeMille
- 1927 : La Bataille du siècle (The Battle of the Century) de Clyde Bruckman
- 1928 : Ton cor est à toi (You’re Darn Tootin’) d'Edgar Kennedy
- 1928 : Un cœur à la traîne (Anybody Here Seen Kelly?) de William Wyler
- 1928 : L'honneur commande (Freedom of the Press) de George Melford
- 1929 : Indomptée (Untamed) de Jack Conway
- 1929 : Bulldog Drummond de F. Richard Jones
- 1930 : Raffles, gentleman cambrioleur (Raffles) de George Fitzmaurice et Harry d'Abbadie d'Arrast
- 1930 : A Notorious Affair de Lloyd Bacon
- 1930 : Her Wedding Night de Frank Tuttle
- 1930 : The Bat Whispers de Roland West
- 1931 : Stepping Out de Charles Reisner
- 1932 : La Reine Kelly (Queen Kelly) d'Erich von Stroheim
- 1932 : Cynara de King Vidor
- 1934 : City Park de Richard Thorpe
- 1936 : Le Roman de Marguerite Gautier (Camille) de George Cukor
- 1937 : Âmes à la mer (Souls at Sea) de Henry Hathaway
- 1937 : Alerte aux banques (Bank Alarm) de Louis Gasnier
- 1943 : Reveille with Beverly de Charles Barton
- 1948 : Les Trois Mousquetaires (The Three Musketeers) de George Sidney
- 1953 : Deux Nigauds contre le Dr Jekyll et Mr Hyde (Abbott and Costello Meet Dr. Jekyll and Mr. Hyde) de Charles Lamont